# Segundo Apocalipse de Tiago

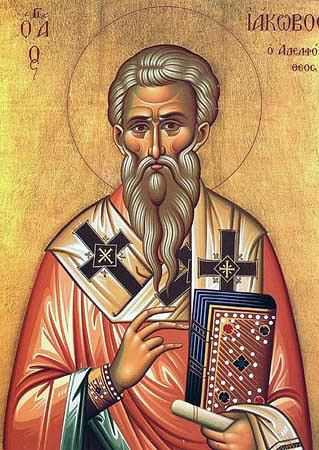
Tiago, o Justo

O Segundo Apocalipse de Tiago é um dos Evangelhos Gnósticos e parte dos Apócrifos do Novo Testamento. Acredita-se que foi escrito por volta do século II dC e foi redescoberto em 1945 entre os códices da Biblioteca de Nag Hammadi (códice V).
Embora o texto seja gnóstico, ele é bastante contido, com muitos temas Judaico-Cristãos, fazendo com que muitos estudiosos acreditem que ele seja um dos textos mais antigos dos apócrifos, do início ou meados do século II dC.
Uma das características mais curiosas do Segundo Apocalipse de Tiago é que esta data implica que ele foi escrito antes do Primeiro Apocalipse de Tiago.

## Conteúdo
Existem várias diferenças entre a história de Tiago contada no texto e a versão canônica. O pai de Tiago é chamado de Theudas ao invés de José, que é apresentado como pai biológico de Tiago pelo Proto-Evangelho de Tiago. A esposa de Theudas é chamada de Maria, mas se esta é mesma Maria, mãe de Jesus, ou apenas a mãe biológica de Tiago não fica claro pelo texto. O Primeiro Apocalipse de Tiago afirma categoricamente que Tiago e Jesus não são irmãos.
O texto mostra um beijo entre Tiago e Jesus, nos lábios, de maneira similar ao beijo de Jesus e Maria Madalena que aparece em outros textos gnósticos (o que dá credibilidade à ideia tradicional de que Maria Madalena seria o "discípulo amado").
| “ | E Jesus beijou minha boca. Ele me abraçou e disse: "Meu bem-amado! Veja e eu te revelarei coisas que nem os céus e nem os anjos conhecem. Veja e eu te revelarei tudo, meu bem-amado. Veja e eu te revelarei o que está oculto. Mas agora, estende tua mão. Agora, me abrace | ” |
|   | — Desconhecido, Segundo Apocalipse de Tiago. |   |

Porém, o texto também descreve como este 'beijo' seria uma metáfora da passagem da "sabedoria" (Gnosis) ,ou seja,não é literal,e deixando claro que este não é um exemplo de uma relação homossexual como aparenta.
O Segundo Apocalipse termina com uma morte horrível de Tiago por apedrejamento, possivelmente refletindo uma primitiva tradição oral de como terminou a vida de Tiago:
| “ | ...eles decidiram atirá-lo de grande altura e o fizeram....eles o agarraram e bateram nele enquanto o arrastavam pelo chão. Eles o esticaram e colocaram grandes pedras sobre seu abdômen. Eles o chutaram dizendo "Você errou!". E novamente o ergueram, pois ainda vivia, e fizeram com que cavasse um buraco. Eles o fizeram entrar nele. E tendo preenchido com terra até o abdômen, eles o apedrejaram. | ” |
|   | — Desconhecido, Segundo Apocalipse de Tiago. |   |